# Johann André
Johann André (ur. 28 marca 1741 w Offenbach am Main, zm. 18 czerwca 1799 tamże) – niemiecki kompozytor i wydawca muzyczny.

## Życiorys
Pochodził z rodziny zajmującej się handlem tkaninami. Był muzycznym samoukiem. W 1774 roku założył w Offenbach własną sztycharnię nut. W latach 1776–1784 przebywał w Berlinie, gdzie był dyrygentem 51-osobowej orkiestry teatru Karla Theophila Döbbelina, następnie wrócił do rodzinnego Offenbach, przekształcając swoją sztycharnię w profesjonalne wydawnictwo muzyczne. Do 1797 roku opublikował ponad tysiąc pozycji wydawniczych. Po śmierci Wolfganga Amadeusa Mozarta w 1791 roku negocjował zakup autografów kompozytora, opublikowanych następnie przez jego firmę.
Był autorem 28 singspielów, w tym Der Töpfer (wyst. Hanau 1773), Erwin und Elmire (wyst. Frankfurt nad Menem 1775), Claudine von Villa (wyst. Berlin 1778), Belmont und Constanze oder Die Entführung aus dem Serail (wyst. Berlin 1781) i Der Barbier von Bagdad (wyst. Berlin 1783). Pisał także pieśni.
Jego syn Johann Anton André również był kompozytorem i wydawcą.